# توماس كارسون
توماس كارسون (بالإنجليزية: Thomas Carson)‏ هو سياسي بريطاني، ولد في 1911. حزبياً، نشط في الحزب التقدمي الوحدوي الطليعي ‏. في الانتخابات البرلمانية في أيرلندا الشمالية 1973 ‏، انتخب عضو برلمان أيرلندا الشمالية 1973-1974 وقد انضم خلال فترته النيابية ‏  للكتلة البرلمانية الحزب التقدمي الوحدوي الطليعي ‏.